# Pedro Maffia
Pedro Mario Maffia (Buenos Aires, Argentina. 28 de agosto de 1899 - Ib., 16 de octubre de 1967) fue un bandoneonista, director, compositor y docente argentino.
Es considerado uno de los grandes bandoneonistas de Argentina.

## Primeros años
Nació en el barrio porteño de Balvanera, hijo de los inmigrantes italianos Angelo V. Maffia y Luisa Spinelli. Se lo conoció en el ambiente musical como «El Pibe de Flores», e inauguró una modalidad completamente nueva de ejecución. Dejaba el fuelle cerrado, utilizando las distintas tonalidades de notas que brinda el instrumento, en la ejecución en la modalidad abriendo o cerrando, utilizando la válvula del mismo para no forzar el sonido. Con Maffia, el bandoneón alcanzó una mayor pureza de sonido, llevándolo a uno de sus puntos de mayor alcance interpretativo. A los once años su maestro fue Pepín Piazza.

A los quince años recorría los cafetines de Villa Crespo y ya a esa edad compuso el tango Cornetín. Sus primeros estudios musicales fueron de piano. Después crearía el primer método de estudio de bandoneón. A los 16 años debutó en el bar Iglesias, de la calle Corrientes, tocando también en oscuros prostíbulos de la provincia de Buenos Aires, con la modalidad a la gorra (como era menor de edad, en esta época, y siendo muy común sus escapadas de la casa paterna, generalmente para irse al puerto de Bahía Blanca (provincia de Buenos Aires). Su padre Ángel y su madre Luisa daban intervención policial para que fuera devuelto al hogar.

## Su juventud
José Ricardo, guitarrista del dúo Gardel-Razzano, lo escuchó en un café de Punta Alta, y se lo presentó a Roberto Firpo quien lo integró a su orquesta. Como su manera interpretativa no se adecuaba a las formas de la orquesta de Firpo, Maffia finalmente se desvinculó de ella. Dada la amistad que mantenía con Julio de Caro conformó con él el Sexteto De Caro (llamado así porque De Caro era quien mejor manejaba las contrataciones. También se desvinculó de este sexteto. En 1923 creó su propia orquesta, acompañado por Ignacio Corsini en el teatro Apolo; en 1926 consolidó su propia agrupación, el Sexteto Pedro Maffia, y era su pianista Osvaldo Pugliese.

## Del «Pibe de Flores» a «Don Pedro»
Maffia siempre hizo culto de la amistad. Era común verlo frecuentar distintos bares de la capital, como por ejemplo los de calle Libertad y Rivadavia, Hipólito Yrigoyen y Bernardo de Irigoyen, Corrientes y Libertad, el bar Dante (en Boedo e Independencia, donde se creó el famoso "Grupo de Boedo", formado por distintos intelectuales (Juan Francisco Giacobbe), poetas (José González Castillo, Cátulo Castillo) y músicos de la época (Sebastián Piana, Pedro Láurenz) ─entre otros─ casi en concordancia con el grupo del bar Tortoni), La Querencia (en Avenida de Mayo y Tacuarí, un local que también tenía salida por la calle Hipólito Yrigoyen, donde comenzó cantando Roberto Goyeneche).
También frecuentaba distintos restaurantes de la capital, destacándose entre ellos: El Globo (Hipólito Yrigoyen y Salta), El Tropezón (Callao y Perón, que ya no existe), el restaurante de la avenida Independencia y Boedo (que ya no existe, y donde se podían pedir los fideos con tuco por kilo), El Hispano (Salta y Rivadavia, donde se podían pedir «callos a la madrileña», sentado en la barra), El Imparcial (en Salta e Hipólito Yrigoyen).
En todos y en cada uno de estos lugares, Maffia no hubo de estar solo. En su mesa se sentaron los más distintos representantes de la noche porteña, como así también de su intelectualidad.
Su hijo contaba una anécdota:

Al caminar a su lado me parecía extraño que la gente lo saludara. Como cuando después de una cena con un matrimonio amigo en un restaurante de la calle Uruguay y Lavalle, decidieron ir a la inauguración de un night club de un amigo en común. Y su amigo dice:
―¿Y con el nene qué hacemos?
―Le ponemos un sombrero en la cabeza y decimos que es un enano.
Fuimos, llegamos, subimos una escalera, yo con el sombrero en la cabeza, un salón muy grande, la luz muy tenue, una barra y señoritas sentadas a la barra. Yo dije, con voz de muy nene:
―¡Papá, Papá, acá está muy oscuro!
Julio Cesar Maffia

## Docencia
Pedro Maffia fue desde 1954 el primer profesor de la cátedra de bandoneón del Conservatorio Manuel de Falla de la Ciudad de Buenos Aires, siendo esta cátedra la primera del mundo en su tipo.

## Domicilios
Maffia nunca abandonó su vida nómada, sus domicilios en la Capital fueron San Martín y Charcas (hoy Marcelo T. de Alvear); después se mudó a Libertad 257 (segundo piso). Se dedicó a ser mayorista de alhajas, teniendo su oficina en la esquina de Libertad y Sarmiento. En esa época era común la presencia en los negocios y tiendas de corredores (vendedores) de alhajas. El método de venta estaba basado en maletines con todas las muestras ―que en general eran obras de arte― que los corredores llevaba con ellos para ofrecer a los clientes. En las décadas del cincuenta y sesenta, la actividad de la calle Libertad estaba signada en negocios dedicados exclusivamente de venta de alhajas u oro. Era común ver a personajes de esa época como Benseñor, Hellashen, el Viejo Blum (a quien nunca se le conoció local propio), Pepe Luis Fernández (un mayorista de correas de cuero para relojes en la calle Cangallo ―hoy Perón―, que era casi con exclusividad el único español, y quien, junto a sus hermanos, estuvo siempre ligado a la actividad comercial, como así también a la actividad musical de Pedro Maffia) y Martín Karadagián, quien aparece junto a Maffia en la portada de la revista Canta Claro.
Después de la calle Libertad, Pedro Maffia se mudó a la calle Bogotá ―en el barrio de Flores―, una casona de ocho habitaciones que daban a un patio techado con una parra, y la huerta en el fondo con un limonero. En esa época conformó una sociedad dedicada a la venta de chacinados, que tenía un local en la calle Australia, en el barrio de Barracas. Otro domicilio fue en la calle Chile 720 (planta baja) y en la calle Alsina 730 (en la actualidad convertida en una playa de estacionamiento). Su último domicilio fue en la calle Corrientes 1969 planta baja, un departamento de tres ambientes con dos patios internos.

## Muerte
Falleció el 16 de octubre de 1967, a los 68 años, en Buenos Aires y fue sepultado en el Cementerio de La Chacarita.

## Producción
Algunos de sus tangos más famosos:
- Taconeando.
- La mariposa.
- Amurado (compuesto junto a Pedro Laurenz).
- Ventarrón.

## Filmografía
Intérprete
- 1942: Sinfonía argentina, dirigida por Jacques Constant.
- 1939: La canción que tú cantabas, dirigida por Miguel Mileo.
- 1936: Sombras porteñas, dirigida por Daniel Tinayre.
- 1936: Canillita.
- 1933: ¡Tango!, primera película argentina de cine sonoro, codirigida por Lisandro de la Tea y Manuel Roneima, con música de Juan Sarcione, Roberto Firpo, Rodolfo Sciammarella, Juan de Dios Filiberto, Azucena Maizani, Manuel Romero, Sebastián Piana y Homero Manzi.